# Помбо, Альваро
Альваро Помбо Гарсия де лос Риос (исп. Álvaro Pombo García de los Ríos) — испанский писатель, поэт и общественный деятель. Известен такими произведениями, как «Дрожь героя» (премия Надаля), «Судьба Матильды Турпин» (премия «Планета»), «Остров женщин» (Национальная премия прозы).

## Биография
Альваро Помбо окончил Университет Комплутенсе в Мадриде и Биркбек-колледж в Лондоне, где проживал в 1966—1977 годах. После смерти Франко и начала демократических преобразований в Испании вернулся на родину.
Писатель активно участвует в общественной и политической жизни страны, является членом партии Союза, прогресса и демократии (UPyD).

## Литературная деятельность
Первый сборник стихотворений Альваро Помбо опубликовал в 1973 году под названием «Protocolos», а уже через четыре года был удостоен премии Эль-Бардо за сборник «Variaciones».
В 1977 году вышел первый сборник рассказов писателя «Relatos sobre la falta de sustancia», в котором автор коснулся ЛГБТ-тематики. За роман «El héroe de las mansardas de Mansard» (1983) Помбо получил премию Эрральде.
20 июня 2004 года Альваро Помбо стал членом Королевской академии Испании.
16 октября 2006 года писатель удостоился премии «Планета» за роман «Судьба Матильды Турпин», а 6 января 2012 года — премии Надаля за «Дрожь героя».

### Проза
- Relatos sobre la falta de sustancia (1977)
- El héroe de las mansardas de Mansard (1983)
- El hijo adoptivo (1986)
- Los delitos insignificantes (1986)
- El parecido (1988)
- El metro de platino iridiado (1990)
- Aparición del eterno femenino contada por S. M. el Rey (1993)
- Telepena de Cecilia Cecilia Villalobo (1995)
- Vida de san Francisco de Asís (1996)
- Donde las mujeres (1996)
- Cuentos reciclados (1997)
- La cuadratura del círculo (1999)
- El cielo raso (2001)
- Una ventana al norte (2004)
- Contra natura (2005)
- Судьба Матильды Турпин / La Fortuna de Matilda Turpin (2006)
- La previa muerte del lugarteniente Aloof (2009)
- Дрожь героя / El temblor del héroe (2012)

### Поэзия
- Protocolos (1973)
- Variaciones (1977)
- Hacia una constitución poética del año en curso (1980)
- Protocolos para la rehabilitación del firmamento (1992)
- Protocolos, 1973—2003 (2004)
- Los enunciados protocolarios (2009)

### На русском языке
- Альваро Помбо. Остров женщин = Donde las mujeres. — Иностранка, 2009. — 288 с. — (Иллюминатор). — ISBN 978-5-389-00295-1.